# Dinomir le géant
Dinomir le géant (Monster) est une série de livres pour enfants écrits par les éducatrices Ellen Blance et Ann Cook. Créée en 1973 et illustrée par Quentin Blake, la série est destinée à de jeunes enfants pour les aider à apprendre à lire.

## Série
1. Dinomir le géant va à la ville (Monster Comes to the City, 1973)
2. Dinomir le géant cherche une maison (Monster Looks for a House, 1974)
3. Dinomir le géant nettoie sa maison (Monster Cleans His House, 1974)
4. Dinomir le géant cherche un ami (Monster Looks for a Friend, 1974)
5. Dinomir le géant rencontre une dame géante (Monster Meets Lady Monster, 1974)
6. Dinomir le géant et le parapluie magique (Monster and the Magic Umbrella, 1974)
7. Dinomir le géant va au musée (Monster Goes to the Museum, 1974)
8. Dinomir le géant dans l'autocar (Monster on the Bus, 1974)
9. Monster Goes to School (1974)
10. Dinomir le géant à l'école (Monster Goes at School, 1974)
11. Dinomir le géant fête son anniversaire (Monster Has a Party, 1974)
12. Dinomir le géant va au zoo (Monster Goes to the Zoo, 1974)
13. Dinomir le géant fait de la peinture (Monster and the Mural, 1974)
14. Lady Monster Helps Out (1977)
15. Dinomir le géant fait une promenade avec Dina (Monster, Lady Monster and the Bike Ride, 1977)
16. Dinomir le géant va au cirque (Monster Goes to the Circus, 1977)
17. Dinomir le géant à l'hôpital (Monster Goes to the Hospital, 1977)
18. Dinomir le géant va à la plage (Monster Goes to the Beach, 1977)
19. Dinomir le géant cherche du travail (Monster Gets a Job, 1977)
20. Dinomir le géant et le gâteau surprise (Monster and the Surprise Cookie, 1977)
21. Monster Goes Around the Town (1977)
22. Dinomir le géant achète des jouets (Monster and the Toy Sale, 1977)
23. Dinomir le géant achète des animaux (Monster Buys a Pet, 1977)
24. Dinomir le géant fait du bricolage (Lady Monster Has a Plan, 1979)
25. Monster, Lady Monster and the Pet Shop (1987)
26. Monster Flies a Kite (1987)
27. Dinomir va camper (Monster Goes Camping, 1987)
28. Monster, Lady Monster and the Great Search (1987)
29. Monster Makes Music (1987)
30. Monster, Lady Monster and the Garden (1987)